# Ad Portam Coeli (Tettau)

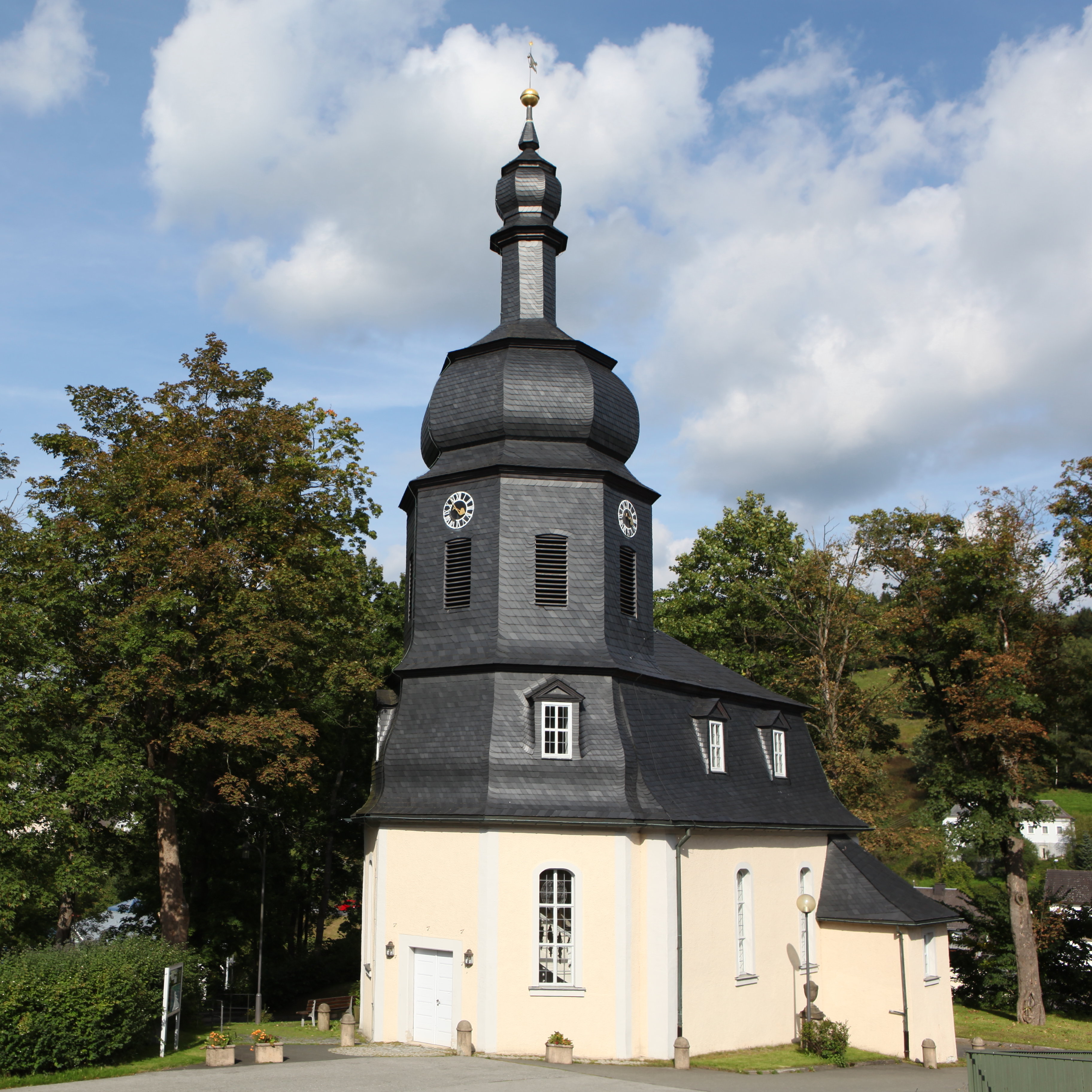
Evangelische Pfarrkirche Ad Portam Coeli in Tettau

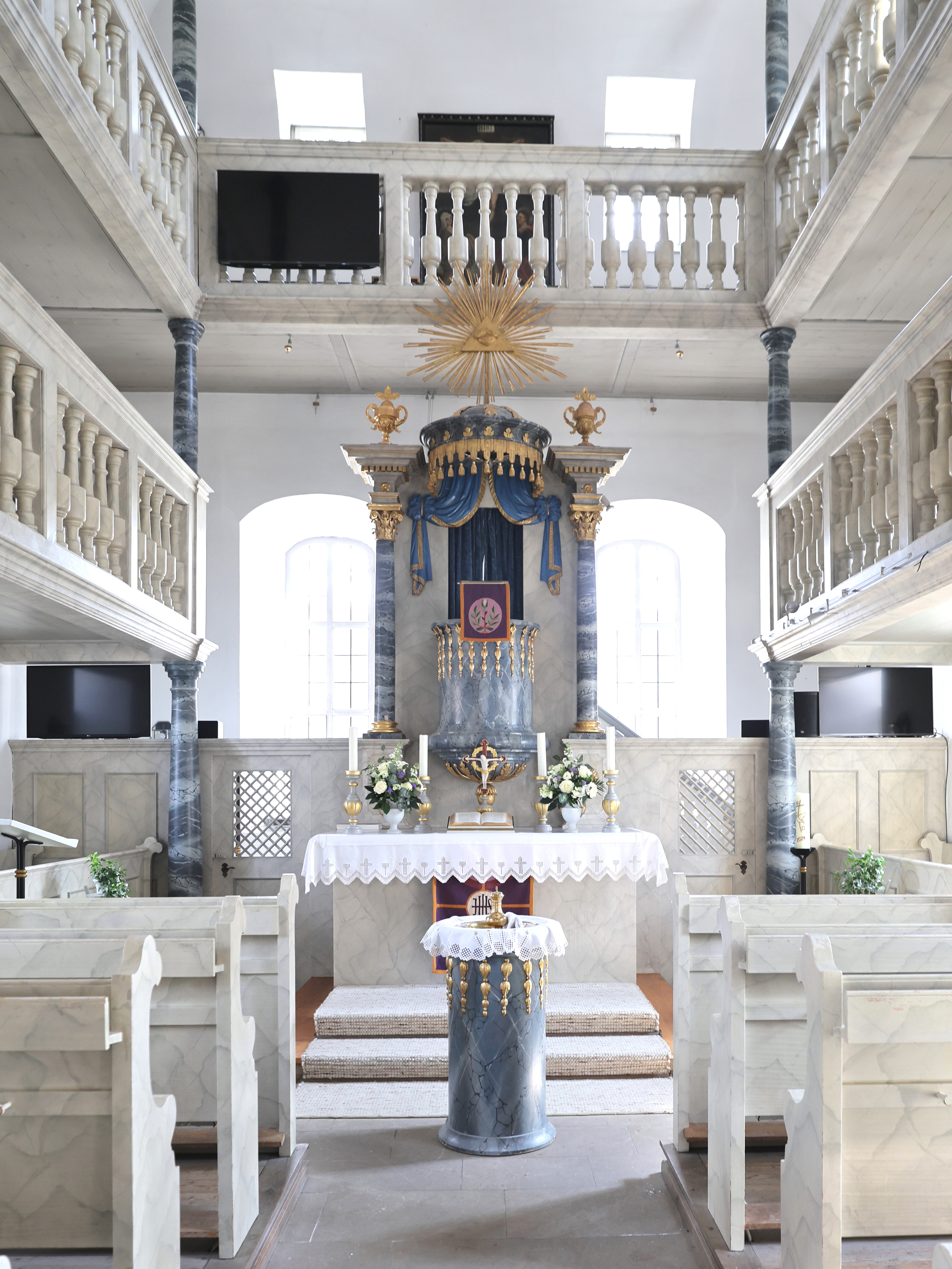
Kanzelaltar

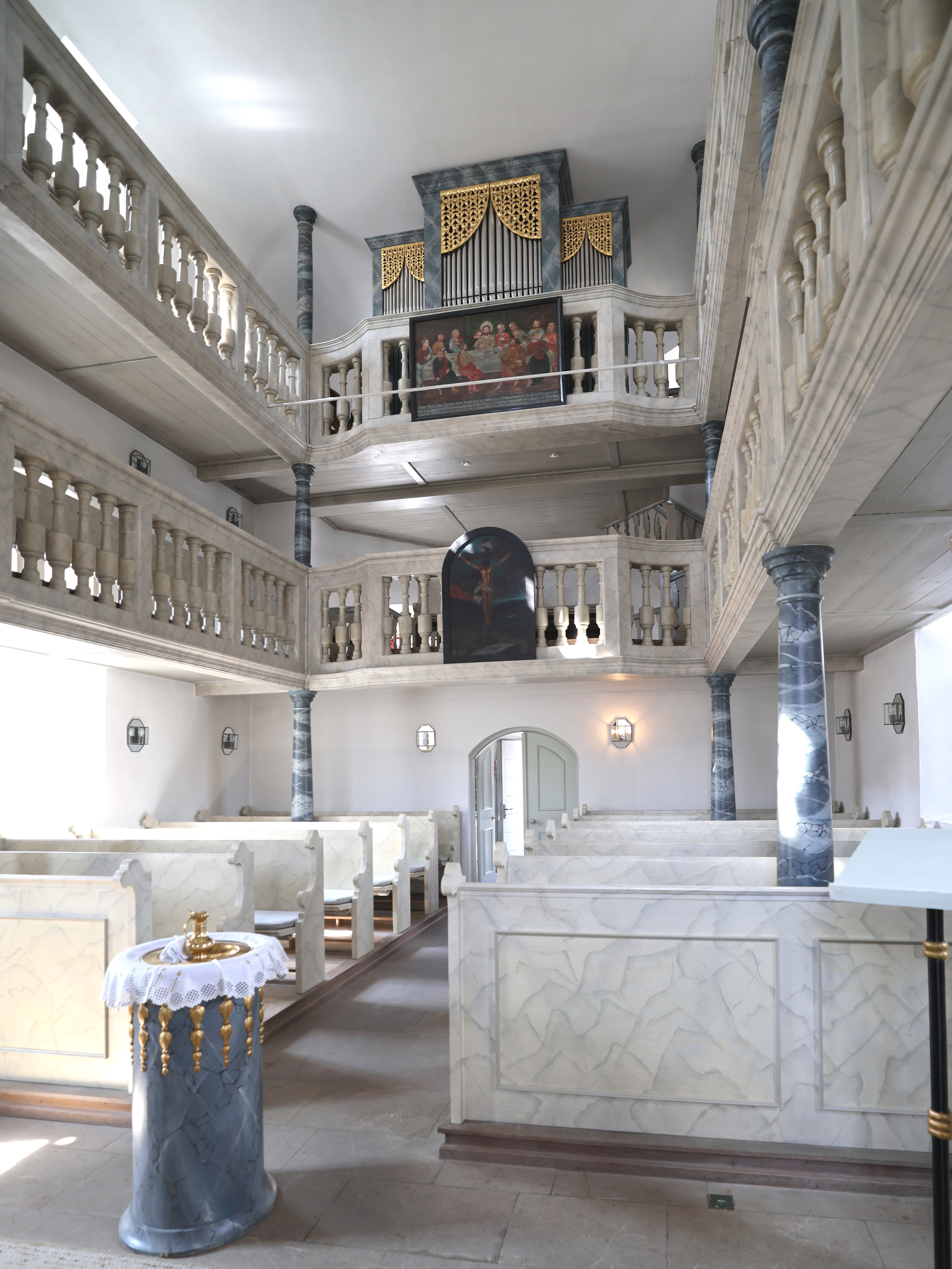
Orgelempore

Die evangelisch-lutherische Pfarrkirche Ad Portam Coeli (lateinisch: Zur Himmelspforte) steht in Tettau, einer Marktgemeinde im oberfränkischen Landkreis Kronach. Das denkmalgeschützte Gotteshaus wurde im Jahr 1646 eingeweiht. Die Kirchengemeinde gehört zum Dekanatsbezirk Kronach-Ludwigsstadt des Kirchenkreises Bayreuth der Evangelisch-Lutherischen Kirche in Bayern.

## Baugeschichte
Eine 1602 errichtete Fachwerkkirche wurde im Verlauf des Dreißigjährigen Krieges so stark beschädigt, dass 1643 der Markgraf des Fürstentums Bayreuth dem Wunsch der Tettauer Gemeinde bezüglich eines massiven Neubaus, finanziert durch Kollekten im Fürstentum, zustimmte. Am 27. Juli 1646 weihte der Superintendant zu Hof, Henrico Teubelio, die im Barockstil gestaltete Kirche ein.
In den Jahren 1730 bis 1733 sanierte der Gräfenthaler Johann Nikol Langbein das komplette Dach mit dem Turm und die Emporen, Treppen sowie Dachfenster. Im Jahr 1897 folgte eine umfangreiche Generalrenovierung. Dabei wurde die alte Inneneinrichtung durch eine neugotische ersetzt und der Eingang auf die Ostseite sowie der Altar auf die Westseite verlegt. Eine Restauration erfolgte 1954 und das Hochhängen von drei neuen Glocken 1955. 
Ende der 1970er Jahre wurde eine unzureichende Standsicherheit des Kirchturms festgestellt. Bei der folgenden Generalrenovierung von 1978 bis 1980 wurde neben der Instandsetzung des Turms mit dem Ziel, den Zustand vor 1897 wiederherzustellen, die Anordnung des Altars und Eingangs wieder rückgängig gemacht sowie eine barocke Inneneinrichtung neu aufgebaut.
Bis 1922 gehörte Tettau zur Pfarrei Langenau, erst 1935 wurde die Kirchengemeinde eine selbstständige Pfarrei.

## Baubeschreibung
Die kleine, gegen Osten ausgerichtete Kirche steht am Südrand des Ortskernes. Es ist ein zweiachsiger, verputzter Saalbau, die Ostseite ist gerade, die Westseite mit dem Eingang ist etwas eingezogen und hat einen fünfseitigen Schluss. Stichbogige Fenster und in die Deckenwölbung einschneidende Gaubenfenster mit geradem Sturz belichten den Innenraum mit seiner hölzernen Empore. Diese besteht aus einem umlaufenden oberen Geschoss und einem dreiseitigen unteren Geschoss. Die Fensterrahmungen sind aus Sandstein. Die Dachkonstruktion besteht aus einem verschieferten Mansarddach mit flachgiebeligen Gauben. Auf der Nordseite ist in der Verschieferung ein Adler aus Schieferplatten eingelegt. Die Westseite besteht aus einem großen, achtseitigen, verschieferten Dachreiter. Dieser beherbergt unten die Glockenstube mit stichbogigen Schallfenstern, gefolgt von einem Gesims und einer geschwungenen Kuppelhaube. Den oberen Abschluss bilden eine schlanke, geschlossene Laterne, eine zweite Kuppel bekrönt von der Spitze mit Turmknauf und Wetterfahne mit der Jahreszahl 1731.

## Ausstattung
Der Kanzelaltar stand früher in der evangelischen Pfarrkirche St. Katharina in Strössendorf. Die von zwei Rundsäulen eingerahmte Kanzel besitzt einen runden Korpus. Der Schalldeckel wird von einem Strahlenkranz mit dem Auge im Dreieck bekrönt. Auf dem Altar befindet sich in der Mitte ein kleines Kreuz.
Die beiden Glasfenster in der Westseite, an den Aufgängen zur Emporen, haben farbige Medaillons mit Darstellungen von Paulus im nördlichen Fenster und Petrus im südlichen Fenster.

### Glocken
Im Jahr 1955 wurden drei neue Bronzeglocken, bei Friedrich Wilhelm Schilling in Heidelberg gegossen, im Dachreiter aufgehängt. Sie ersetzten zwei Eisenglocken aus der Zeit des Ersten Weltkrieges. Jede Glocke ist mit einem Christopherusbild (Mann mit Stock trägt Kind durch Wasser) und mit einem Teil des Bibelwortes Jes 46,4  verziert.
| Nr. | Name            | Gussjahr | Durchmesser (cm) | Masse (kg) | Schlagton |
| 1   | Kleine Glocke   | 1955     | 77               | 283        | h′ +2     |
| 2   | Mittlere Glocke | 1955     | 86               | 403        | a′ +4     |
| 3   | Große Glocke    | 1955     | 104              | 732        | fis′ +2   |

### Grabdenkmal
Südlich vor der Kirche befindet sich ein Grabdenkmal aus Sandstein für Wilhelm Emanuel Greiner, den 1814 gestorbenen Gründer der Tettauer Porzellanfabrik.